# Католицизм в Австралии

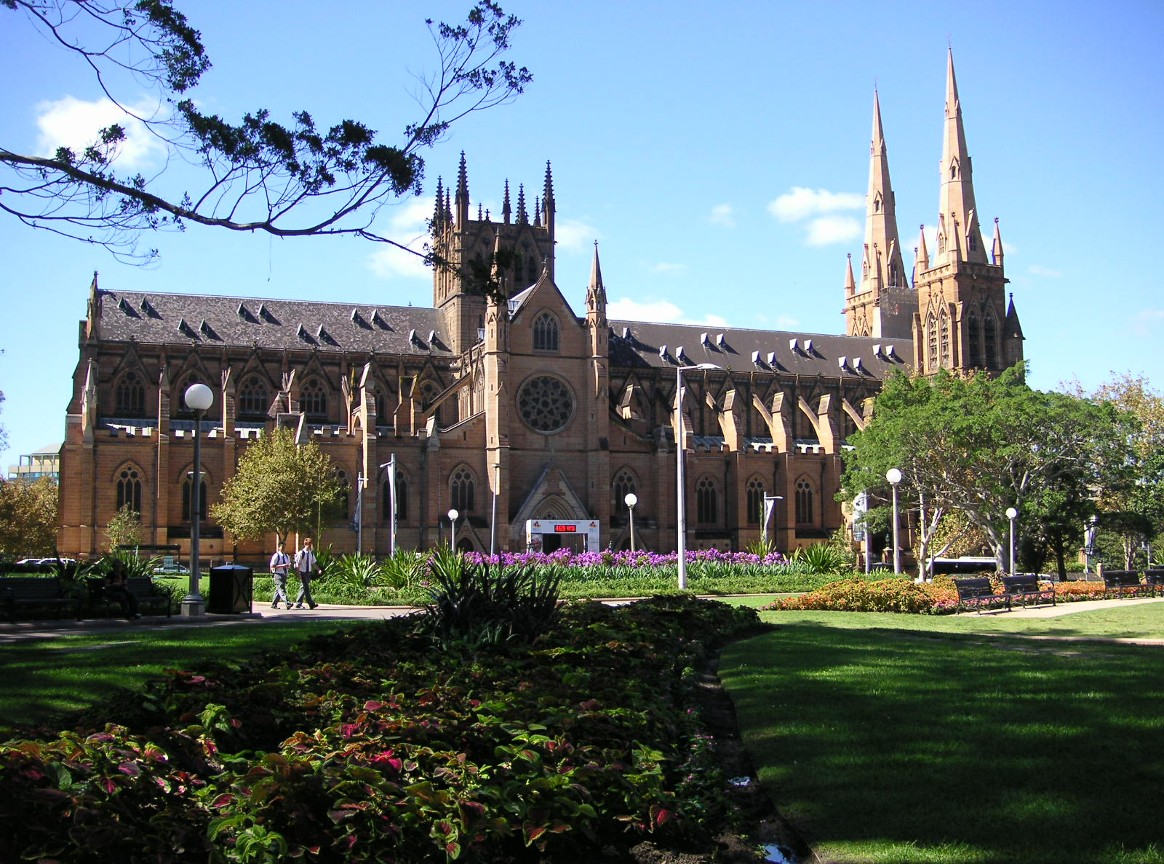
Собор Девы Марии — кафедральный собор Сиднея

Католическая церковь Австралии — часть всемирной Католической церкви. Католицизм — наиболее распространённая христианская деноминация в стране. По данным Австралийского бюро статистики за 2006 год 5 126 884 человека (25,8 % населения) причисляли себя к Католической церкви. По данным сайта catholic-hierarchy.org в 2004 году число католиков страны составляло 5 253 170 человек. Католики составляют крупнейшую христианскую общину Австралии с 1986 года, до этого наибольшее число приверженцев имела Англиканская церковь. Подавляющее большинство австралийского католического населения принадлежит к латинскому обряду, к маронитскому обряду принадлежит около 150 000 человек, есть епархии украинских грекокатоликов, халдео-католиков и католиков-мелькитов. Еженедельная посещаемость католических служб снизилась в период с 1996 по 2001 год на 13 % и составила на 2001 год 764 800 человек

## История

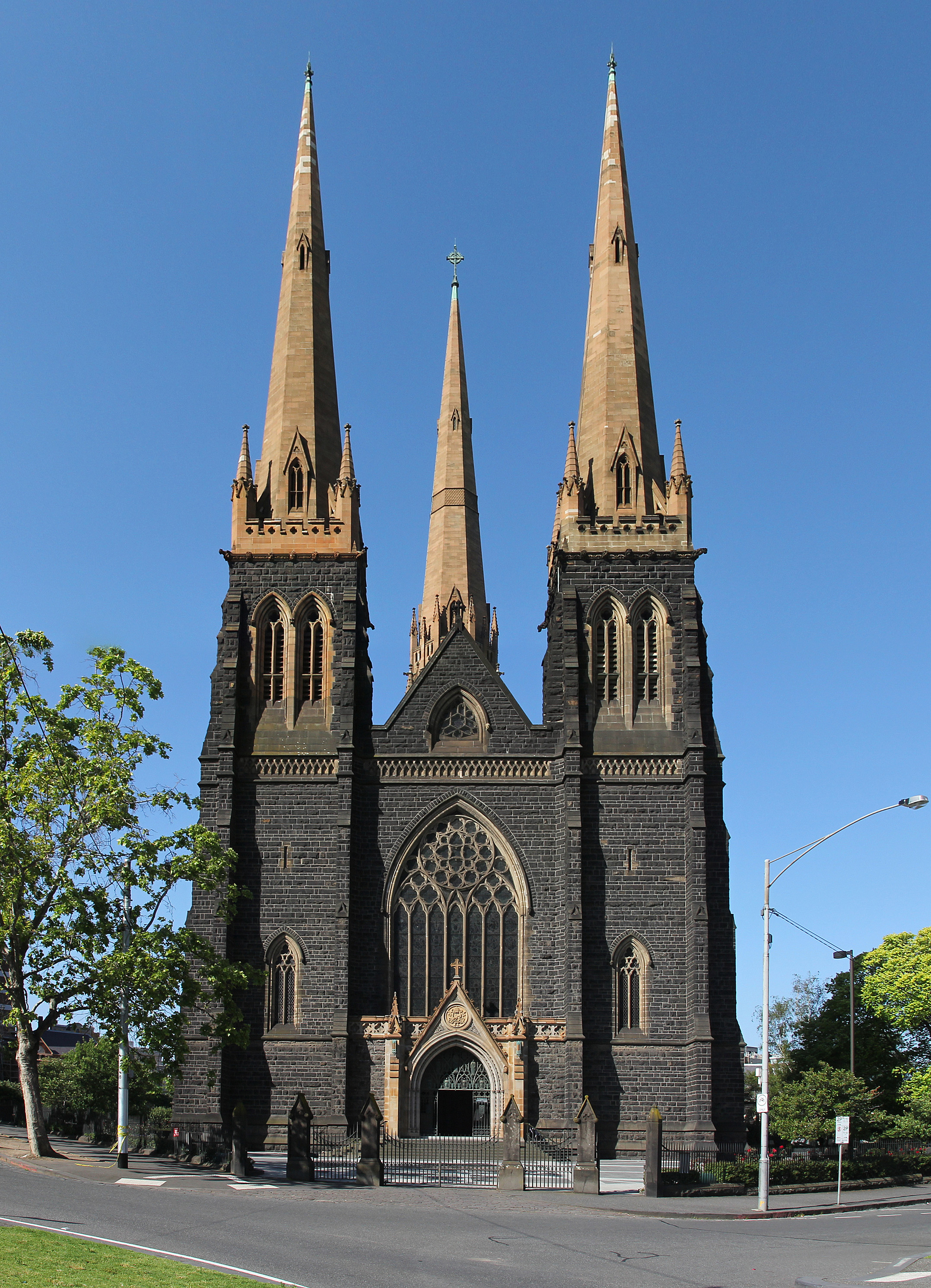
Собор св. Патрика — Кафедральный собор Мельбурна

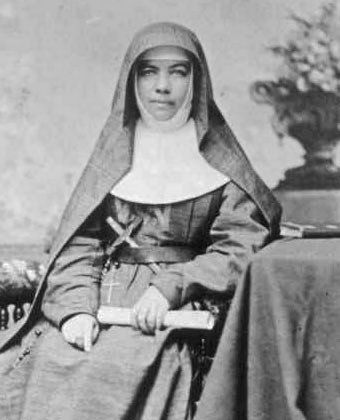
Мария Маккиллоп - первая канонизированная австралийка

По некоторым источникам, первая христианская миссия в Австралии была предпринята французским католическим священником Помье, однако о её результатах не сохранилось никаких сведений. В 1681 году территория Австралии была включена в юрисдикцию апостольского викариата Формозы (совр. Тайвань).
В конце XVIII века английские власти начали использовать австралийский материк, как место ссылки заключённых. Среди осуждённых было большое количество католиков-ирландцев. Только в период с 1795 по 1804 год в Австралию было отправлено 6 тысяч ссыльных ирландцев. Английским властями в колонии было установлено господствующее положение англиканства, все заключённые вне зависимости от вероисповедания были обязаны посещать англиканские богослужения. В 1804 году католические службы были официально запрещены, впрочем ряд ссыльных ирландских священников проводил их нелегально. В 1816 году Святым Престолом для католиков колонии Новый Южный Уэльс был назначен апостольский префект, священник-цистерцианец Д. О. Флинн, но антикатолическая нетерпимость властей привела к его аресту и высылке. Преследования католиков в Австралии стали причиной дебатов в английском парламенте, в результате в 1819 году в Австралии была провозглашена свобода вероисповедания. Годом позже был создан апостольский викариат Южной Африки и Австралии с центром в Кейптауне, а в саму Австралию прибыло два католических священника. В 1834 году для Австралии был создан отдельный апостольский викариат Новой Голландии и Вандименовой Земли с центром в Сиднее, первым викарием был назначен бенедиктинец Джон Полдинг. Уже в 1842 году были созданы и регулярные структуры — апостольский викариат Сиднея был преобразован в архиепархию-митрополию, которой подчинялись ещё две вновь созданные епархии — Аделаиды и Хобарта. В течение пяти последующих лет были образованы епархии Перта, Мельбурна, Мейтленда и Виктории, впоследствии был основан ещё ряд диоцезов.
С 20-х годов XIX века в Австралию кроме ссыльных начинает прибывать большое число добровольных переселенцев. Открытие золотых месторождений и бурный рост овцеводства способствовали лавинообразному росту числа эмигрантов, в том числе и католиков. В 1829 году около 11 тысяч из 37-тысячного населения Австралии исповедовали католицизм. В 1841 году население материка выросло до 200 тысяч, а число католиков до 40 тысяч. В 1891 году католиков было уже более 700 тысяч, а в 1901 году, когда был образован Австралийский Союз, число католиков составило 856 тысяч человек при общем населении — 3,78 миллиона жителей.
Динамика католического населения Австралии в XX—XXI веке:
| Год  | Католики (%) | Население страны (тыс. чел.) |
| ---- | ------------ | ---------------------------- |
| 1901 | 22.7         | 3 773.8                      |
| 1911 | 22.4         | 4 455.0                      |
| 1921 | 21.7         | 5 435.7                      |
| 1933 | 19.6         | 6 629.8                      |
| 1947 | 20.9         | 7 579.4                      |
| 1954 | 22.9         | 8 986.5                      |
| 1961 | 24.9         | 10 508.2                     |
| 1966 | 26.2         | 11 599.5                     |
| 1971 | 27.0         | 12 755.6                     |
| 1976 | 25.7         | 13 548.4                     |
| 1981 | 26.0         | 14 576.3                     |
| 1986 | 26.0         | 15 602.2                     |
| 1991 | 27.3         | 16 850.3                     |
| 1996 | 27.0         | 17 752.8                     |
| 2001 | 26.6         | 18 769.2                     |
| 2006 | 25.8         | 19 855.3                     |

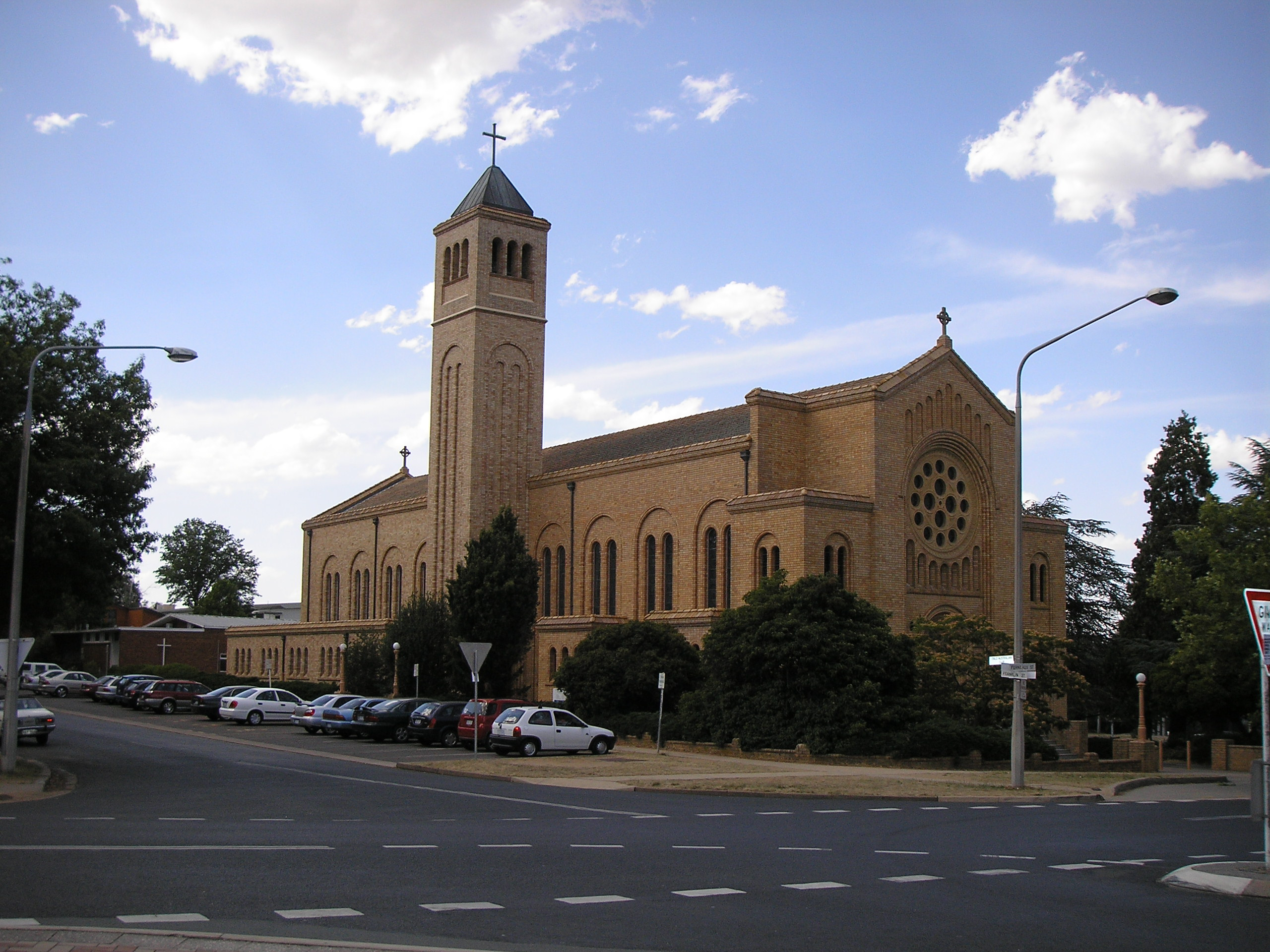
Собор св. Христофора — кафедральный собор в Канберре

Быстрый рост католического населения вынуждал быстро изменять структуру Католической церкви в стране, в 1874 году Мельбурнская епархия получила статус митрополии, в 1887 году аналогичный статус получили епархии Брисбена, Аделаиды, а с 1913 года и Перта. В 1885 году состоялся первый Национальный собор Католической церкви, затем они собирались регулярно. В конце XIX века была открыта первая семинария и создана система католических школ. Были открыты два католических университета — в Брисбене и Перте.
Католическая миссия среди аборигенов Австралии велась с 40-х годов XIX века и поначалу была малоуспешной. В конце XIX века на материке было образовано несколько более успешных миссий со значительным числом обращённых, миссию вели представители бенедиктинцев, паллоттинцев, траппистов, иезуитов, миссионеров Святейшего Сердца и др.
В период после Второй мировой войны изменилась структура эмиграции в Австралию, и, соответственно, национальный состав католических приходов. Если ранее большинство католиков страны составляли выходцы с Британских островов, главным образом, ирландцы, то во второй половине XX века число австралийских католиков увеличивалось за счёт выходцев из Италии, Хорватии, с Филиппин и других стран.
В XX веке в Австралию эмигрировало большое число приверженцев восточнокатолических церквей. В 1958 году основан апостольский викариат (с 1982 года — епархия) Святых Петра и Павла с центром в Мельбурне для украинских грекокатоликов, в 1973 году епархия св. Марона с центром в Сиднее для католиков-маронитов, в 1987 году епархия св. Михаила с центром в Сиднее для прихожан Мелькитской католической церкви, в 2006 году — епархия св. Фомы-Апостола халдеев-католиков. В 1960 году в Мельбурне открыта церковь Святого Николая, принадлежащая Русской католической церкви византийского обряда.
Папа Иоанн Павел II совершил два пастырских визита в Австралию — в 1986 и в 1995 годах. В 2008 году в Сиднее проходил Всемирный день молодёжи.

## Структура

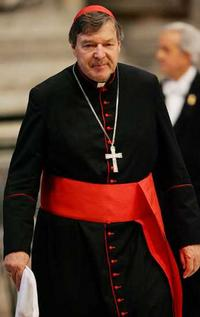
Митрополит Сиднея — кардинал Джордж Пелл

Католическая церковь в стране включает в себя 5 митрополий, две архиепархии прямого подчинения и 25 епархий (четыре из них Восточнокатолические). Территория ответственности халдейской и мелькитской епархий включает в себя также и Новую Зеландию. В Австралии организован военный ординариат, предназначенный для окормления военнослужащих-католиков.
Из трёх австралийских кардиналов только архиепископ-митрополит Сиднея Джордж Пелл является кардиналом-выборщиком, двое других — Эдуард Идрис Кассиди и Эдуард Бид Клэнси уже перешагнули порог 80 лет.
5 австралийских соборов имеют почётный статус «малой базилики»:
- Кафедральный собор Святого Патрика в Мельбурне
- Базилика Девы Марии Побеждающей в Камбервелле, штат Виктория
- Базилика Марии Ангельской в Джилонге, штат Виктория
- Базилика Святого Патрика в Фримантле, штат Западная Австралия
- Кафедральный собор пресвятой Девы Марии в Сиднее

Сиднейский кафедральный собор пресвятой Девы Марии, Санктуарий Пресвятой Богородицы с горы Кармель (Мельбурн), Санктуарий Святой Терезы из Лизье (Кью, Виктория) и Санктуарий Святого Антония Падуанского (Хоуторн, Виктория) имеют статус национальных святынь.
Статистика по епархиям (данные 2004 года):
| Епархия                                  | Епархия                                       | Статус      | Митрополия | Обряд                           | Число католиков | Число священников | Число приходов | Глава                   | Примечания                                                    |
| Архиепархия Сиднея                       | Сидней                                        | Митрополия  |            | Латинский                       | 578 567         | 519               | 139            | кардинал Джордж Пелл    |                                                               |
| Архиепархия Мельбурна                    | Мельбурн                                      | Митрополия  |            | Латинский                       | 1 029 182       | 583               | 230            | Денис Джеймс Харт       |                                                               |
| Архиепархия Аделаиды                     | Аделаида                                      | Митрополия  |            | Латинский                       | 275 174         | 135               | 67             | Филипп Эдвард Уилсон    |                                                               |
| Архиепархия Брисбена                     | Брисбен                                       | Митрополия  |            | Латинский                       | 621 000         | 252               | 109            | Джон Алексиус Батерсби  |                                                               |
| Архиепархия Перта                        | Перт                                          | Митрополия  |            | Латинский                       | 380 010         | 287               | 103            | Барри Джеймс Хики       |                                                               |
| Архиепархия Канберры и Гоулбёрна         | Канберра                                      | Архиепархия |            | Латинский                       | 159 670         | 120               | 55             | Марк Бенедикт Коулридж  | В прямом подчинении Святого Престола                          |
| Архиепархия Хобарта                      | Хобарт                                        | Архиепархия |            | Латинский                       | 87 691          | 53                | 27             | Адриан Лео Дойл         | В прямом подчинении Святого Престола                          |
| Епархия Святого Марона в Сиднее          | Сидней                                        | Епархия     |            | Маронитский                     | 150 000         | 30                | 9              | Ад Аби Карам            | В прямом подчинении Святого Престола                          |
| Епархия Святого Михаила в Сиднее         | Сидней                                        | Епархия     |            | Византийский (мелькиты)         | 45 000          | 16                | 13             | Иссам Джон Дарвич       | В прямом подчинении Святого Престола, включает Новую Зеландию |
| Епархия святого Фомы Апостола в Сиднее   | Eparchy of Saint Thomas the Apostle of Sydney | Епархия     |            | восточно-сирийский (халдейский) | 29 000          | 7                 | 1              | Джибраил Кассаб         | В прямом подчинении Святого Престола, включает Новую Зеландию |
| Епархия Армидейла                        | Армидейл                                      | Епархия     | Сидней     | латинский                       | 43 223          | 32                | 25             | Люк Джулиан Мэттиз      |                                                               |
| Епархия Брокен-Бэйя                      | Брокен-Бэй                                    | Епархия     | Сидней     | латинский                       | 206 000         | 117               | 40             | Дэвид Льюис Уокер       |                                                               |
| Епархия Батерста                         | Батерст                                       | Епархия     | Сидней     | латинский                       | 48 342          | 35                | 21             | вакантно                |                                                               |
| Епархия Вилканния-Форбса                 | Вилканния — Форбс (Австралия)                 | Епархия     | Сидней     | латинский                       | 35 904          | 23                | 20             | Кристофер Генри Тухи    |                                                               |
| Епархия Вуллонгонга                      | Вуллонгонг                                    | Епархия     | Сидней     | латинский                       | 195 669         | 75                | 28             | Кристофер Генри Тухи    |                                                               |
| Епархия Лисмора                          | Лисмор                                        | Епархия     | Сидней     | латинский                       | 105 609         | 56                | 28             | Джеффри Хилтон Джарретт |                                                               |
| Епархия Мейтленд-Ньюкасла                | Мейтленд — Ньюкасл                            | Епархия     | Сидней     | латинский                       | 147 602         | 67                | 50             | Майкл Джон Мэлоун       |                                                               |
| Епархия Парраматта                       | Парраматта                                    | Епархия     | Сидней     | латинский                       | 307 392         | 141               | 47             | Кевин Майкл Мэннинг     |                                                               |
| Епархия Уогга-Уогга                      | Уогга-Уогга                                   | Епархия     | Сидней     | латинский                       | 62 000          | 57                | 31             | Джеральд Джозеф Ханна   |                                                               |
| Епархия Святых Петра и Павла в Мельбурне | Мельбурн                                      | Епархия     | Мельбурн   | византийский (УГКЦ)             | 35 050          | 25                | 10             | Пётр Стасюк             |                                                               |
| Епархия Балларата                        | Балларат                                      | Епархия     | Мельбурн   | латинский                       | 97 900          | 65                | 52             | Питер Джозеф Коннорс    |                                                               |
| Епархия Сэйла                            | Сэйл                                          | Епархия     | Мельбурн   | латинский                       | 92 746          | 40                | 25             | вакантно                |                                                               |
| Епархия Дарвина                          | Дарвин                                        | Епархия     | Аделаида   | латинский                       | 15 072          | 28                | 11             | Дэниэл Юджин Херли      |                                                               |
| Епархия Порт-Пири                        | Порт-Пири                                     | Епархия     | Аделаида   | латинский                       | 28 653          | 35                | 23             | вакантно                |                                                               |
| Епархия Кэрнса                           | Кэрнс                                         | Епархия     | Брисбен    | латинский                       | 59 912          | 28                | 24             | Джеймс Фули             |                                                               |
| Епархия Рокгемптона                      | Рокгемптон                                    | Епархия     | Брисбен    | латинский                       | 95 000          | 44                | 39             | Брайан Хинан            |                                                               |
| Епархия Тувумбы                          | Тувумба                                       | Епархия     | Брисбен    | латинский                       | 65 912          | 50                | 35             | Уильям Мартин Моррис    |                                                               |
| Епархия Таунсвилла                       | Таунсвилл                                     | Епархия     | Брисбен    | латинский                       | 74 084          | 26                | 27             | Майкл Эрнест Путни      |                                                               |
| Епархия Брума                            | Брум                                          | Епархия     | Перт       | латинский                       | 13 402          | 13                | 9              | Кристофер Алан Сондерс  |                                                               |
| Епархия Банбери                          | Банбери                                       | Епархия     | Перт       | латинский                       | 50 190          | 29                | 30             | Джеральд Джозеф Холохан |                                                               |
| Епархия Джералдтона                      | Джералдтон                                    | Епархия     | Перт       | латинский                       | 27 135          | 19                | 12             | Джастин Джозеф Бьянчини |                                                               |